# 网孔凤尾藓
网孔凤尾藓（学名：Fissidens areolatus）为凤尾藓科凤尾藓属下的一个种。

## 扩展阅读
- 維基物種上的相關：网孔凤尾藓